# ورین کلنلو
ورین کلان‌لو (به لاتین: Verin Kelanlu) یک روستا در ارمنستان است که در استان آرماویر واقع شده‌است.  در  کیلومتری شمال آرماویر، مرکز استان آرماویر واقع شده است.